# Championnat d'Asie de football des moins de 16 ans 1992
Navigation
Émirats arabes unis 1990 Qatar 1994
Le Championnat d'Asie de football des moins de 16 ans 1992 est la cinquième édition du Championnat d'Asie de football des moins de 16 ans qui a eu lieu en Arabie saoudite en septembre 1992. L'équipe du Qatar, championne d'Asie lors de l'édition précédente va y défendre son titre. Ce tournoi sert de qualification pour la prochaine Coupe du monde des moins de 17 ans, qui aura lieu au Japon durant l'été 1993 : seuls les 2 finalistes (plus le 3e si le Japon est en finale) seront qualifiés pour le tournoi mondial puisque l'équipe japonaise est qualifiée d'office en tant que pays organisateur.

## Qualification
Les sélections asiatiques, à l'exception de l'Arabie saoudite, organisatrice du tournoi final et donc exempte, sont réparties en 5 poules géographiques. En fonction des poules, 1 ou 2 équipes sont qualifiées pour la phase finale.

### Poule 1
| Équipe 1 | Résultat | Équipe 2            | Aller | Retour |
| -------- | -------- | ------------------- | ----- | ------ |
| Koweït   | 1 - 4    | Émirats arabes unis | 1 - 1 | 0 - 3  |

### Poule 2
| Rang | Équipe  | Pts | J | G | N | P | Bp | Bc | Diff |  | Résultats (▼ dom., ► ext.) |  |     |     |     |
| ---- | ------- | --- | - | - | - | - | -- | -- | ---- |  | -------------------------- |  | --- | --- | --- |
| 1    | Bahreïn | 5   | 3 | 2 | 1 | 0 | 5  | 2  | +3   |  | Bahreïn                    |  | 1-1 | 3-1 | 1-0 |
| 2    | Qatar   | 4   | 3 | 1 | 2 | 0 | 3  | 2  | +1   |  | Qatar                      |  |     | 1-1 | 1-0 |
| 3    | Iran    | 2   | 3 | 0 | 2 | 1 | 3  | 5  | -2   |  | Iran                       |  |     |     | 1-1 |
| 4    | Yémen   | 1   | 3 | 0 | 1 | 2 | 1  | 3  | -2   |  | Yémen                      |  |     |     |     |

### Poule 3
| Rang | Équipe     | Pts | J | G | N | P | Bp | Bc | Diff |  | Résultats (▼ dom., ► ext.) |  | Drapeau du Népal |     |     |     |
| ---- | ---------- | --- | - | - | - | - | -- | -- | ---- |  | -------------------------- |  | ---------------- | --- | --- | --- |
| 1    | Bangladesh | 8   | 4 | 4 | 0 | 0 | 15 | 0  | +15  |  | Bangladesh                 |  | 8-0              | 2-0 | 1-0 | 4-0 |
| 2    | Népal      | 6   | 4 | 3 | 0 | 1 | 4  | 9  | -5   |  | Népal                      |  |                  | 2-1 | 1-0 | 1-0 |
| 3    | Inde       | 4   | 4 | 2 | 0 | 2 | 9  | 4  | +5   |  | Inde                       |  |                  |     | 2-0 | 6-0 |
| 4    | Pakistan   | 1   | 4 | 0 | 1 | 3 | 1  | 5  | -4   |  | Pakistan                   |  |                  |     |     | 1-1 |
| 5    | Maldives   | 1   | 4 | 0 | 1 | 3 | 1  | 12 | -11  |  | Maldives                   |  |                  |     |     |     |

### Poule 4
| Rang | Équipe    | Pts | J | G | N | P | Bp | Bc | Diff |  | Résultats (▼ dom., ► ext.) |  |     |      |     |
| ---- | --------- | --- | - | - | - | - | -- | -- | ---- |  | -------------------------- |  | --- | ---- | --- |
| 1    | Thaïlande | 6   | 3 | 3 | 0 | 0 | 21 | 0  | +21  |  | Thaïlande                  |  | 5-0 | 10-0 | 6-0 |
| 2    | Indonésie | 4   | 3 | 2 | 0 | 1 | 3  | 5  | -2   |  | Indonésie                  |  |     | 2-0  | 1-0 |
| 3    | Singapour | 2   | 3 | 1 | 0 | 2 | 2  | 13 | -11  |  | Singapour                  |  |     |      | 2-1 |
| 4    | Malaisie  | 0   | 3 | 0 | 0 | 3 | 1  | 9  | -8   |  | Malaisie                   |  |     |      |     |

### Poule 5
| Rang | Équipe        | Pts | J | G | N | P | Bp | Bc | Diff |  | Résultats (▼ dom., ► ext.) |  |     |     |     |
| ---- | ------------- | --- | - | - | - | - | -- | -- | ---- |  | -------------------------- |  | --- | --- | --- |
| 1    | Chine         | 6   | 3 | 3 | 0 | 0 | 10 | 1  | +9   |  | Chine                      |  | 3-0 | 3-1 | 4-0 |
| 2    | Corée du Nord | 4   | 3 | 2 | 0 | 1 | 6  | 5  | +1   |  | Corée du Nord              |  |     | 4-1 | 2-1 |
| 3    | Japon         | 1   | 3 | 0 | 1 | 2 | 3  | 8  | -5   |  | Japon                      |  |     |     | 1-1 |
| 4    | Corée du Sud  | 1   | 3 | 0 | 1 | 2 | 2  | 7  | -5   |  | Corée du Sud               |  |     |     |     |

## Équipes participantes
- Arabie saoudite - Organisateur
- Émirats arabes unis
- Bahreïn
- Qatar
- Bangladesh
- Thaïlande
- Chine
- Corée du Nord

## Résultats
Les 8 équipes participantes sont réparties en 2 poules. Au sein de la poule, chaque équipe rencontre ses adversaires une fois. À l'issue des rencontres, les 2 premiers de chaque poule se qualifient pour la phase finale de la compétition, disputée en demi-finales et finale. 

### Groupe A
|   | Équipe          | Pts | J | G | N | P | BP | BC | Diff |
| - | --------------- | --- | - | - | - | - | -- | -- | ---- |
| 1 | Corée du Nord   | 5   | 3 | 2 | 1 | 0 | 5  | 0  | +5   |
| 2 | Arabie saoudite | 4   | 3 | 1 | 2 | 0 | 4  | 0  | +4   |
| 3 | Bahreïn         | 3   | 3 | 1 | 1 | 1 | 6  | 4  | +2   |
| 4 | Bangladesh      | 0   | 3 | 0 | 0 | 3 | 2  | 13 | -11  |

|  | Arabie saoudite | 0 | 0 | Bahreïn         |
|  | Corée du Nord   | 3 | 0 | Bangladesh      |
|  | Bahreïn         | 6 | 2 | Bangladesh      |
|  | Corée du Nord   | 0 | 0 | Arabie saoudite |
|  | Corée du Nord   | 2 | 0 | Bahreïn         |
|  | Arabie saoudite | 4 | 0 | Bangladesh      |

### Groupe B
|   | Équipe              | Pts | J | G | N | P | BP | BC | Diff |
| - | ------------------- | --- | - | - | - | - | -- | -- | ---- |
| 1 | Chine               | 5   | 3 | 2 | 1 | 0 | 3  | 1  | +2   |
| 2 | Qatar               | 4   | 3 | 2 | 0 | 1 | 5  | 3  | +2   |
| 3 | Thaïlande           | 2   | 3 | 1 | 0 | 2 | 3  | 5  | -2   |
| 4 | Émirats arabes unis | 1   | 3 | 0 | 1 | 2 | 3  | 5  | -2   |

|  | Chine     | 1 | 0 | Thaïlande           |
|  | Qatar     | 2 | 1 | Émirats arabes unis |
|  | Chine     | 1 | 0 | Qatar               |
|  | Thaïlande | 2 | 1 | Émirats arabes unis |
|  | Qatar     | 3 | 1 | Thaïlande           |
|  | Chine     | 1 | 1 | Émirats arabes unis |

### Demi-finales
| Septembre 1992 | Chine | 4 - 1 | Arabie saoudite |  |  |
|                |       |       |                 |  |  |

| Septembre 1992 | Corée du Nord | 1 - 2 | Qatar |  |  |
|                |               |       |       |  |  |

### Match pour la3eplace
| Septembre 1992 | Arabie saoudite | 2 - 1 | Corée du Nord |  |  |
|                |                 |       |               |  |  |

### Finale
| Septembre 1992 | Chine           | 2 - 2 t.a.b. | Qatar |  |  |
|                |                 |              |       |  |  |
|                | Tirs au but 8-7 |              |       |  |  |

### Équipes qualifiées pour la Coupe du monde
Les trois sélections qualifiées pour la prochaine Coupe du monde sont :
- Japon - Pays organisateur
- Chine
- Qatar

## Sources et liens externes
- (en) Feuilles de matchs et infos sur RSSSF